# Grenze zwischen der Elfenbeinküste und Ghana

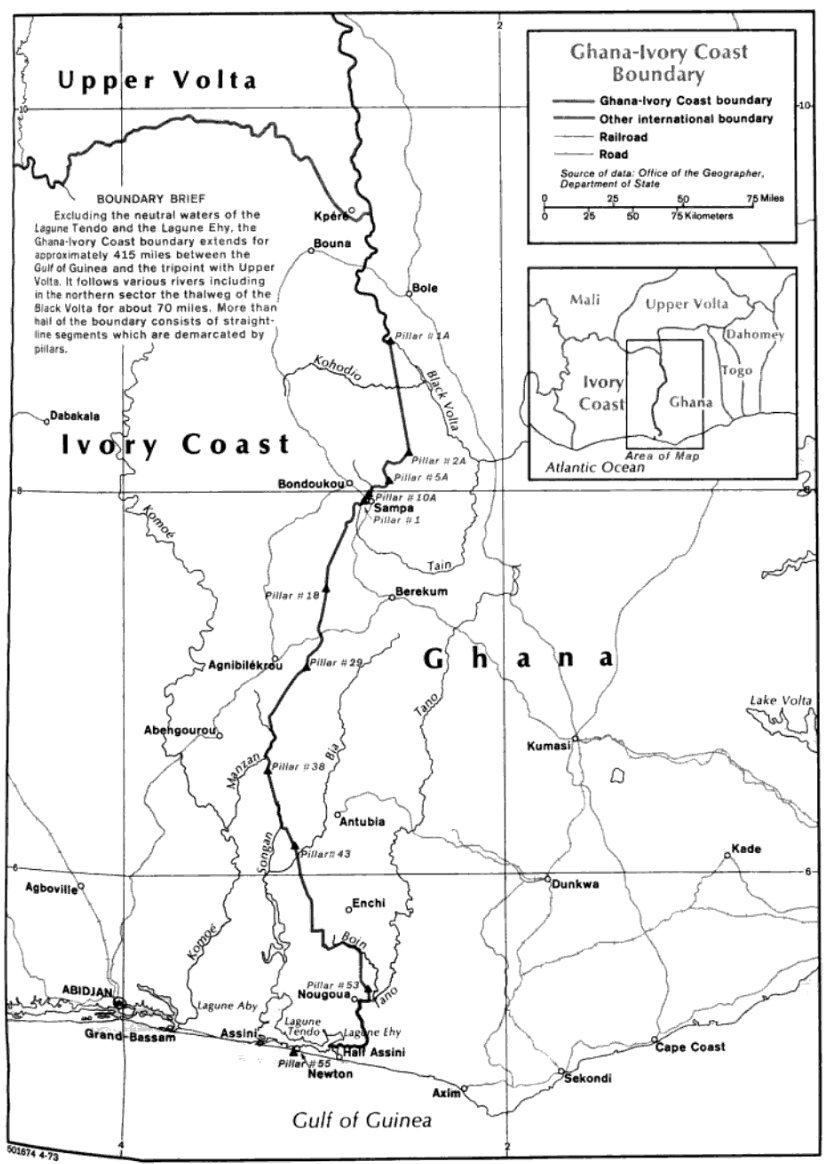
Karte des Grenzverlaufs (Burkina Faso dort noch als Upper Volta)

Die Grenze zwischen der Elfenbeinküste (Côte d’Ivoire) und Ghana trennt als internationale Land- und Seegrenze diese beiden Staaten. Die Länge der Landgrenze wird mit 668 oder 720 km (CIA-Karte: „approximately 415 miles“) angegeben. Sie verläuft vom Dreiländereck mit Burkina Faso zur Küste am Golf von Guinea.

## Geschichte
Die Grenzziehung geht auf den Wettlauf um Afrika in den 1880er Jahren zurück. Die Elfenbeinküste (amtlich: République Côte d’Ivoire) kam ab 1843 (Errichtung des Marinestützpunkts Grand-Bassam) unter französischen Einfluss und wurde 1893 zur französischen Kolonie, ab 1895 als Teil von Französisch-Westafrika (AOF) erklärt. Am 7. August 1960 wurde das Land unabhängig. Die britische Kolonie Goldküste erhielt schon 1957 als Ghana die Unabhängigkeit. Zu Grenzvereinbarungen kam es am 10. August 1889 und am 26. Juni 1891. Genauere Abmarkungen mit dem Setzen von Grenzsteinen erfolgten 1903 und 1924 (sowie erneut in den 1960er und 1970er Jahren), Wegen des Bürgerkriegs in der Elfenbeinküste wurde die Grenze 2002 geschlossen, aber Ende 2004 wieder eröffnet.

## Grenzverlauf
Die Grenze verläuft vom Dreiländereck mit Burkina Faso im Schwarzen Volta (9°29'24"N, 2°41'24"W) in diesem Fluss nach Süden. Sie verlässt dann den Schwarzen Volta und setzt sich geradlinig nach Südsüdosten fort, wendet sich mit einer Reihe von unregelmäßigen Streckenabschnitten nach Südwesten mit einer Richtungsänderung wiederum nach Südsüdosten bei Niablé und einem scharfen Knick nach Osten und wiederum nach Süden bei Ayamé (Elfenbeinküste) bis zum Tano-Fluss. Diesem folgt die Grenze zur größtenteils in der Elfenbeinküste gelegenen Aby-Lagune (5°15′14.4″N, 3°13′55.2″W) und von dieser über die Nehrung westlich des ghanaischen New Town zur Atlantikküste. Ein Konflikt um Ölrechte in der 200-Meilen-Zone wurde vom Internationalen Seegerichtshof entschieden.

## Orte in Grenznähe

### Elfenbeinküste
- Bouna
- Tanbi
- Kineta
- Bondoukou
- Yango
- Transua
- Aouyakrou
- Ebilassekrou
- Bianouan
- Koffikro
- Noé

### Ghana
- Buanfo
- Gbenshe
- Babianiha
- Amutinkrom
- Debiso
- Dormaa Ahenkro
- Sampa
- Susai
- Dadiaso
- Omanpe
- Jema
- Elubo
- Half Assini
- New Town